# Ultra lahko
Ultra lahko je tretji studijski album idrijske punk rock skupine Zablujena generacija, izdan leta 2000 pri založbah Vinylmania Records in Nika Records.

## Seznam pesmi
Vse pesmi je napisala skupina Zablujena generacija.
1. »Minimalist« – 2:37
2. »Sretan mi put« – 2:16
3. »Toplo je...« – 2:18
4. »Frišn kruh« – 2:28
5. »Oj Buni oj« – 1:41
6. »Last tru tokers« – 2:10
7. »Lagana pjesma« – 2:56
8. »Mile zakva?« – 1:38
9. »To nism jest« – 2:00
10. »Baba mouč« – 1:57
11. »Mat« – 1:51
12. »Nabaš« – 2:23
13. »Dolgcajt« – 1:53
14. »Bolna podgana« – 2:07
15. »Avtomat« – 2:13
16. »Rock zvijezda« – 0:44
17. »Tišina (Kud idijoti)« – 0:29
18. »Sintič« – 1:33

## Zasedba

### Zablujena generacija
- Primož Alič — vokal, kitara
- Ramon — kitara
- Aljoša Rupnik — bas kitara
- Igor Seljak — bobni